# Метод послідовної зміни стаціонарних станів
Метод послідовної зміни стаціонарних станів (рос. метод последовательной перемены стационарных состояний; англ. method of successive changes in steady states, нім. Methode f der nacheinanderfolgenden Änderung von Stationärzuständen) — метод розв'язування задач неусталеної фільтрації пружної рідини (нафти), за яким розподіл тиску в збуреній зоні пласта на кожний момент часу задається як і за усталеної фільтрації.